# Баїшева Саргилана Макарівна
Саргилана Макарівна Баїшева (якут. Саргылана Макаровна Баишева; нар. 22 червня 1952, Якутськ) — якутська дослідниця малочисельних народів Півночі, кандидат економічних наук, старший науковий співробітник, член Союзу журналістів Росії.

## Біографія
Саргилана Макарівна Баїшева народилась 22 червня 1952 у м. Якутську.
У 1975 році закінчила Якутський державний університет, за спеціальністю географ, викладач географії. Потім навчалася в аспірантурі НДІСГ Крайньої Півночі (м. Норильськ) за спеціальністю «економіка, організація та управління народним господарством».
У 1998 році захистила дисертацію на тему «Продовольче забезпечення улусів проживання малочисельних народів Півночі Якутії» на здобуття ступеня кандидата економічних наук.
1976—1991 — старший лаборант, молодший науковий співробітник відділу економіки Якутського НДІ сільського господарства СВ ВАСГНІЛ.
1991—1999 — старший науковий співробітник сектору традиційних галузей та природокористуваня, вчений секретар, завідувач сектору соціальних проблем Інституту проблем малочисельних народів Півночі СВ РАН.
1999—2003 — заступник Генерального директора Республіканського інформаційно, головний редактор щомісячного журналу «Підприємець Якутії».
2003—2004 — заступник Генерального директора «Агрохим».
2004—2007 — заступник директора з науки, завідувачка сектору соціально-економічних досліджень Інституту проблем малочисельних народів Сибірського відділення РАН.
З 2008 року — старший науковий співробітник сектору етносоціології Інституту проблем малочисельних народів Сибірського відділення РАН.